# Rhopus beatus
Rhopus beatus is een vliesvleugelig insect uit de familie Encyrtidae. De wetenschappelijke naam is voor het eerst geldig gepubliceerd in 2008 door Hayat & F.R. Khan.